# 軟珊瑚海馬
軟珊瑚海馬為輻鰭魚綱棘背魚目海龍魚科的其中一種，分布於紅海海域，棲息深度15-30公尺，本魚背鰭軟條14枚，腹環10個，尾環28個，體為白色，具有深色條紋，體長可達2.4公分，棲息在珊瑚礁區，屬肉食性，以小型甲殼類為食，卵胎生。